# Невеста Франкенштейна (фильм)
«Невеста Франкенштейна» (англ. Bride of Frankenstein) — американский художественный фильм 1935 года режиссёра Джеймса Уэйла, классический фильм ужасов с элементами комедии, прямое продолжение фильма «Франкенштейн». Премьера фильма состоялась в США 6 мая 1935 года. В 1998 году фильм, как имеющий большое художественное значение, был внесён в Национальный реестр фильмов США. Главные роли исполнили Борис Карлофф и Эльза Ланчестер.

## Сюжет
Фильм открывается прологом, действие которого разворачивается в 1816 году.
В уютной комнате перед камином в старинном замке сидят три великих человека Англии: лорд Байрон (Гэвин Гордон), Перси Шелли (Дуглас Уолтон) и его жена Мэри (Эльза Ланчестер). Они обсуждают только что написанный Мэри роман «Франкенштейн», попутно кратко пересказывая содержание фильма «Франкенштейн». После долгой дискуссии мужчины заявляют, что чудовище Франкенштейна (Борис Карлофф) не должно просто так погибнуть. Они требуют от писательницы продолжения. Сначала она отказывается, но потом поддаётся на уговоры и импровизирует первые строчки продолжения: «…никому и в голову не могло прийти, что чудовище выжило в огне…»
Пролог заканчивается. Основное действие фильма начинается там, где заканчивается сюжет первого фильма.
Мельница сгорает и разваливается. Окружившие её жители городка считают, что чудовище погибло, однако монстр спасся в полузатопленном подвале. Когда люди расходятся, он выбирается из подвала, убив неосторожно полезшего в подвал крестьянина который являлся отцом утопшей Марии, и убегает в лес. Снова поднятые по тревоге жители городка преследуют чудовище, настигают его и привязывают цепями к столбу, намереваясь сжечь. Однако монстру удаётся освободиться и скрыться, но при этом он случайно ранит руку в огне. Оно находит приют в уединённом доме слепого отшельника. Не зная, кто его гость, старик выхаживает его обожённую руку, учит говорить простые слова, объясняет их смысл, играет ему на скрипке. Монстр наслаждается уроками. Но как только в дверях хижины появляются два охотника, чудовищу снова приходится бежать.
Между тем к Франкенштейну (Колин Клайв), который решил отказаться от продолжения опасных экспериментов, является безумный учёный доктор Преториус (Эрнест Тесинджер), который ведёт исследования примерно в том же направлении, пытаясь оживить мёртвую материю. Ему даже удалось создать живые подобия людей — только очень маленькие. Для того, чтобы довести его опыты до логического завершения, ему нужно содействие Франкенштейна. Преториус требует, чтобы тот продолжил свои эксперименты. Франкенштейн отказывается. Однако Преториусу удаётся поймать чудовище и он шантажирует Франкенштейна, вынуждая его создать для монстра подругу. В конце концов, Франкенштейн соглашается и создаёт женщину (Эльза Ланчестер) из фрагментов мёртвых тел. Однако «Невеста» пугается монстра и отвергает его. От отчаяния и разочарования чудовище проливает слезу, взрывает лабораторию, невесту и Преториуса вместе с собой, но перед этим отпускает Генри Франкенштейна и его невесту Элизабет со словами: «Идите… Вы Живые!».

## В ролях
- Борис Карлофф — Чудовище Франкенштейна
- Колин Клайв — Генри Франкенштейн
- Эрнест Тесайджер — доктор Преториус
- Валери Хобсон — Элизабет
- Эльза Ланчестер — Мэри Шелли / Невеста Франкенштейна
- Гэвин Гордон — лорд Байрон
- Дуглас Уолтон — Перси Биши Шелли
- Уна О’Коннор — Минни
- Дуайт Фрай — Карл

В титрах не указаны
- Билли Барти — мальчик
- Джоан Вудбери — Королева
- Хелен Джером Эдди — жена цыгана
- Хелен Гибсон — селянка

## Производство

### До начала съёмок
Роль доктора Преториуса была сначала предложена Клоду Рейнсу, но он вынужден был отказаться из-за съёмок в другом фильме. Режиссёр очень сожалел об этом упущении. На роль Невесты Джеймс Уэйл сначала хотел пригласить Бригитту Хельм или Луизу Брукс. Незадолго до начала съёмок Колин Клайв сломал ногу, упав с коня. Из-за этого большую часть сцен с участием Франкенштейна сняты так, что он или сидит в кресле, или лежит на постели.
Рабочим названием фильма было «Возвращение Франкенштейна» («The Return of Frankenstein»).

### Съёмки
Фильм был снят за 46 съёмочных дней. Во время съёмок Борис Карлофф, работавший в плотном гриме и тяжёлом костюме, похудел на 10 килограммов. При съёмке сцены, где чудовище выбирается из затопленного подвала сгоревшей мельницы, Борис Карлофф поскользнулся и тоже сломал ногу. Во время дальнейших съёмок металлический штырь на голени, который должен был утяжелить его походку, был прибинтован к сломанной ноге как шина для фиксации треснувшей кости.
Борис Карлофф протестовал против того, что в «Невесте Франкенштейна» его персонаж начинает говорить (в первом «Франкенштейне» монстр говорить не умел), но Уэйл к его требованиям не прислушался. Из-за того, что чудовище должно было говорить, Карлоффу пришлось оставить во рту зубной протез, который в первом фильме он убирал, поэтому в «Невесте Франкенштейна» щёки у чудовища выглядят не такими впалыми.
Внешность маленьких человечков, являющихся результатами опытов Преториуса, является явной отсылкой к фильму «Частная жизнь Генриха VIII» (1933). Оба фильма объединяло участие Эльзы Ланчестер. Её Невеста — единственный классический «чудовищный» персонаж в фильмах студии Universal, который никого не убивает.
В титрах фильма вместо имени исполнительницы роли Невесты значится вопросительный знак, а Эльза Ланчестер указана только как исполнительница роли Мэри Шелли. Это сделано явно по аналогии с первым фильмом цикла, во вступительных титрах которого имя исполнителя роли Создания Бориса Карлоффа также было заменено ради нагнетания интриги вопросительным знаком.

### Первоначальная версия
В первоначальной версии фильма был эпизод, где горбун Карл (Дуайт Фрай) убивает своих беспомощных родственников и обставляет убийство так, будто это дело рук монстра. Это сюжетное ответвление было полностью убрано по результатам предпремьерных показов.
В целом из фильма были убраны сцены общей длительностью около 15 минут. Некоторые из убранных сцен могли существенно повлиять на восприятие фильма — например, в одном из утраченных кадров присутствовала похожая на монстра детская кукла с ребёнком на руках. Цензурное удаление сцен насилия привело к серьезному логическому пробелу — ненависть крестьян к Монстру становится необъяснимой. Весь удалённый из авторской версии фильма материал считается утраченным.
Также в первоначальной версии фильма погибал 21 персонаж. По требованию цензуры в прокатной версии фильма осталось только 10 убийств. По замыслу режиссёра Франкенштейн должен был погибнуть в финале фильма при взрыве замка, но по требованию продюсеров финал был переснят на более «счастливый». Тем не менее, переделывать сцену взрыва было слишком дорого и в нескольких кадрах Франкенштейн виден у дальней стены внутри взрывающегося помещения.

## Влияние
Продолжительный успех «Невесты Франкенштейна» привёл к появлению ещё нескольких продолжений с участием чудовища как одного из основных персонажей («Сын Франкенштейна» и другие). Вольным продолжением «Невесты Франкенштейна» стал снятый в 1985 году фильм «Невеста», в котором роль Франкенштейна сыграл Стинг, а роль монстра — Клэнси Браун.
Некоторые ключевые сцены и образы «Невесты Франкенштейна» дали материал для их пародийного переосмысления в фильме Мела Брукса «Молодой Франкенштейн».
В музыке
- Музыкальная тема фильма «Робокоп» основана на музыке из данного фильма[источник не указан 2704 дня].
- Американская хоррор-панк-группа The Misfits посвятила фильму песню «Hate the Living, Love the Dead», а для видеоклипа к «Dig Up Her Bones» группа получила специальное разрешение на использование кадров из фильма[3].
- По мотивам фильма «Невеста Франкенштейна», немецкая группа Oomph! в 2004 году сняла клип на песню «Brennende Liebe»[источник не указан 2704 дня].